# Rue Jenatzy
Pour les articles homonymes, voir Jenatzy.
La rue Jenatzy (en néerlandais : Jenatzystraat) est une rue bruxelloise de la commune de Schaerbeek qui va du carrefour de la rue Henri Bergé et de la rue Ernest Discailles à l'avenue Louis Bertrand.
La numérotation des habitations va de 1 à 33 pour le côté impair et de 2 à 24 pour le côté pair.
La rue porte le nom d'un industriel et homme politique schaerbeekois, Constant Jenatzy, né à Mol le 30 novembre 1842 et décédé à Schaerbeek le 28 juin 1904.